# Estádio Francisco Garcia
O Estádio Francisco Garcia, mais conhecido como Chicão, é um estádio de futebol sediado no município de Rio Preto da Eva, Amazonas.

## História
Em 2007 a Federação Amazonense de Futebol anunciou o retorno do Campeonato Amazonense de Futebol - Segunda Divisão, e isso criou movimentação em Rio Preto da Eva para ter seu clube profissional. Com isso, o município passou a ter um representante oficial: o Holanda. Por conta do clube, o estádio chegou a ser chamado de "Laranjão". 
O estádio foi inaugurado em 25 de Novembro de 2007 com jogo do Holanda enfrentando o CEPE Iranduba valendo pelo Campeonato Amazonense de Futebol de 2007 - Segunda Divisão. O jogo foi válido pela 3ª rodada do segundo turno da competição e foi vencido pelos visitantes pelo placar de 1x0.

## Jogos Oficiais
O estádio recebeu jogos oficiais pelas seguintes competições:

#### Campeonato Amazonense
- 2008 - jogos com mando do Holanda mais 13 jogos com mandos aleatórios;
- 2010 - jogos com mando do Compensão mais 3 jogos com mandos aleatórios;
- 2011 - 10 jogos com mandos aleatórios;
- 2012 - jogos com mando do Holanda mais 1 jogo do Nacional;
- 2013 - jogos com mando do Holanda mais 1 jogo do São Raimundo;
- 2014 - jogos com mando do Holanda mais 3 jogos com mandos aleatórios;
- 2015 -

#### Campeonato Amazonense  - Segunda Divisão
- 2007 - jogos com mando do Holanda;
- 2008 - 2 jogos do Tarumã;
- 2009 - 3 jogos do Compensão;
- 2011 - jogos com mando do Holanda e 2 jogos do Coariense;
- 2013 - jogos com mando o Manaus FC;

### Outros mandantes
Além do Holanda(clube que é oficialmente o representante de Rio Preto da Eva) outras duas agremiações já assumiram o papel de mandante do estadio:
- Compensão - em 2010, na sua única participação na primeira divisão estadual, o clube de Manaus mandou suas partidas no "Chicão". Naquela temporada o estádio chegou a sediar partidas de outras equipes de Manaus, como o jogo da semifinal da Taça Cidade de Manaus com o São Raimundo de mandante[4]
- América - ainda em 2010 o estádio ganhou protagonismo no futebol amazonense, por conta da demolição dos principais estádios de Manaus, o América, que representava o estado no Campeonato Brasileiro de Futebol de 2010 - Série D optou por jogar em Rio Preto da Eva seus jogos da primeira fase. Atuando na cidade, o rubro de Manaus venceu o Cristal do Amapá por 3x1 e empatou em 1x1 com o Clube do Remo e 0x0 com o Cametá(ambos do Pará). Naquele ano o América se tornou o primeiro clube amazonense a disputar uma final de Série D(posteriormente, por questões extracampo, acabou perdendo seu vice-campeonato e o acesso). [5]

### Copa 2014
Com Manaus sendo uma das sedes da Copa do Mundo de Futebol de 2014, o estádio chegou a ser apontado como o único no estado apto a se tornar um centro de treinamentos(antes da inauguração dos estádios de Manaus). Porem, a ideia sofreu com as criticas da imprensa da capital, e acabou não sendo aceita pela FIFA.